# Pesquisa translacional
Pesquisas translacionais são pesquisas realizadas com objetivos teórico-práticos especificamente nas áreas da saúde. Nesse tipo de delineamento de pesquisa, o foco da investigação científica na área da saúde adquire um fluxo de informação bidirecional entre as pesquisas básica e clínica, resultando em uma aplicabilidade real do conhecimento e de novas tecnologias, melhorando a aplicação clínica de novos conceitos terapêuticos, e, finalmente, proporcionando benefícios diretos aos principais interessados neste processo: os pacientes e usuários.